# Gantiadi (Abchazja)
Gantiadi (abch. Candrypsz) – osiedle typu miejskiego w Abchazji, w regionie Gagra. W 2011 roku liczyło 5170 mieszkańców.